# シティ・キックボクシング
シティ・キックボクシング（City Kickboxing）は、ニュージーランドのオークランドに拠点を置く総合格闘技ジム。

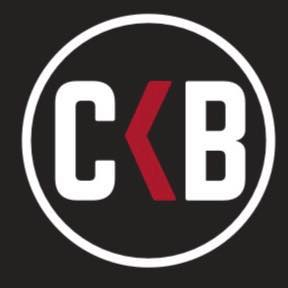
ロゴ

## 概要
ユージン・ベアマンとダグ・ヴィニーが2007年に設立。オークランドとエデン山の2箇所に所在する。

## コーチングスタッフ
- ユージン・ベアマン
- ダグ・ヴィニー
- シャネル・ニウマタ
- トリストラム・アピキトア
- マイク・アンゴーヴ

## 主な所属選手
- イスラエル・アデサンヤ（元UFC世界ミドル級王者）
- アレクサンダー・ヴォルカノフスキー（現UFC世界フェザー級王者）
- ダン・フッカー
- カイ・カラ＝フランス
- ブラッド・リデル
- タイソン・ペドロ
- シェーン・ヤング
- カーロス・アルバーグ
- ブラッド・ダイヤモンド

## 表彰
- World MMA Awards
  - 2022年ジム・オブ・ザ・イヤー
  - 2022年コーチ・オブ・ザ・イヤー（ユージン・ベアマン）

- MMA Junkie
  - 2019年ジム・オブ・ザ・イヤー[2]
  - 2019年コーチ・オブ・ザ・イヤー（ユージン・ベアマン）[3]

- CombatPress
  - 2019年ジム・オブ・ザ・イヤー[4]
  - 2019年コーチ・オブ・ザ・イヤー（ユージン・ベアマン）
  - 2020年ジム・オブ・ザ・イヤー
  - 2020年コーチ・オブ・ザ・イヤー（ユージン・ベアマン）
  - 2021年ジム・オブ・ザ・イヤー